# Серикбаева, Алия Кахармановна
Алия Кахармановна Серикбаева (род. 26 июня 1951 года, Семипалатинск, Казахская ССР, СССР) — советская теннисистка, первый мастер спорта СССР среди женщин Казахстана и Средней Азии, мастер спорта международного класса по настольному теннису, чемпионка мира международного союза USIC, шестнадцатикратная чемпионка Казахстана, многократная чемпионка Средней Азии, член молодёжной сборной команды СССР.

## Спортивные достижения
- 1968 — 1 место в I спартакиаде женской молодёжи республик Средней Азии и Казахстана в одиночном, парном, командном разрядах;
- 1970 — 1 место на чемпионате Всесоюзного Центрального Совета Профессиональных Союзов в составе ЦС «Спартак»;
- 1970 — 1 место на чемпионате мира международного союза USIC;
- 1997 — 3 место на чемпионате мира среди ветеранов.

## Образование
- 1958—1968 — средняя школа № 39 города Алматы;
- 1968—1972 — Казахский государственный университет;
- 1973—1975 — Казахский государственный институт физической культуры.

## Биография
Начала заниматься настольным теннисом в 9 лет, в недавно открывшейся секции настольного тенниса спортивного зала «Медик». Встреча будущей чемпионки и заслуженного тренера КазССР Анатолия Харитоновича Ицкевича состоялась благодаря старшему брату Алии — Болату, который тоже занимался настольным теннисом под руководством именитого тренера.
В 1964 году Алия представляла Казахстан в полуфинале чемпионата СССР, как «самая молодая участница» — ей представился шанс играть в одном зале с легендами настольного тенниса тех лет, и «Казахстанская правда» опубликовала о ней заметку, содержащую строки: «Кто знает, может быть через несколько лет имя юной спортсменки будет известно далеко за пределами Казахстана».
В 1965 году Серикбаева приняла участие в чемпионате КазССР и вместе со своим братом Болатом Серикбаевым завоёвывают золото в одиночном и смешанном парном разрядах.
Ещё будучи школьницей она вошла в состав юношеской сборной, в 15 лет уже играла в сборной СССР, в 17 лет на Всесоюзной спартакиаде школьников в Киеве стала мастером спорта.
В 1970 году на учебно-тренировочном сборе в Москве Алию Серикбаеву, Светлану Фёдорову (Гринберг), Максакову Иветту отобрали для участия в командном чемпионате мира международного союза USIC, где они стали обладателями первого места. Благодаря успешному выступлению на чемпионате ей было присвоено спортивное звание «Мастер спорта международного класса».
Затем последовали успешное выступление на первых международных юношеских соревнованиях в Бухаресте (Румыния) в 1966 году и первая спартакиада женской молодёжи республик Средней Азии в Душанбе, посвящённая 50-летию Ленинского комсомола, где женская казахстанская команда из 24 медалей выиграла 11. Алия получила сразу три медали и её лично поздравляла главный судья спартакиады Валентина Терешкова. Портреты Алии Серикбаевой и репортажные фото с различных первенств и чемпионатов неоднократно публиковались в газетах и журналах, как казахских, так и всесоюзных.
В 1997 году Комитет по делам спорта и физической культуры Республики Казахстан предложил Алии ей принять участие в чемпионате мира по настольному теннису среди ветеранов, который проходил в Мельбурне, Австралия. На протяжении всего соревновательного турнира Серикбаева одержала ряд уверенных побед над своими соперницами. В полуфинальном матче она встретилась с сильнейшей соперницей из Китая и уступила ей в упорной, конкурентной борьбе, после чего в матче за третье место победила представительницу Германии и стала бронзовой призёркой чемпионата мира.
Проживает в городе Алматы, ведёт активный образ жизни, воспитывает внуков и является почётной гостьей на соревнованиях Федерации настольного тенниса Казахстана.

## Награды
- 1966 — Мастер спорта СССР по настольному теннису;
- 1967 — Мастер спорта СССР международного класса по настольному теннису;
- 2011 — Юбилейная медаль «Қазақстан Республикасының Тәуелсіздігіне 20 жыл»;
- 2015 — Почётный знак «За заслуги в развитии физической культуры, спорта и туризма» (26 ноября 2015 года, Межпарламентская ассамблея СНГ) — за значительный вклад в развитие физической культуры, спорта и туризма в государствах — участниках Содружества Независимых Государств, реализацию идей сотрудничества в сфере физической культуры, спорта и туризма[4][5];
- 2021 — Медаль «Ерен еңбегі үшін».